# Dywizja Pommernland
Dywizja Pommernland – niemiecka dywizja z czasów II wojny światowej.

## Formowanie i walki
Utworzona jako Dywizja Köslin 20 stycznia 1945 r. podlegała początkowo Dowództwu i Inspektoratowi Oddziałów Zapasowych w Koszalinie (Kommandeur der Wehrersatz-Inspektion Köslin). W lutym 1945 r. zmieniono nazwę jednostki na Dywizja Pommernland. Była to jednostka niepełnowartościowa, stworzona ad hoc, pozbawiona artylerii i sprzętu łączności. Jej skład w znacznej części stanowiły bataliony Volkssturmu.
Do walki weszła pod koniec lutego nad jeziorem Trzesiecko pod Szczecinkiem. W ramach Grupy Korpuśnej von Tettau walczyła na Pomorzu dwukrotnie wychodząc z okrążenia pod Barwicami i w Niechorzu. Niedobitki przez Dziwnów i Kamień Pomorski dotarły na Wolin a później w okolice Neuruppin, gdzie złożyły broń.

## Struktura organizacyjna
- Regiment Karnkewitz (Alarm-Bataillon 2 i Volkssturm-Bataillon 5)
- Regiment Jatzingen (Alarm-Bataillon 3 i Volkssturm-Bataillon 2)
- 2. Batalion Szkolno-Zapasowy Saperów ze Sławna (Baupionier-Ersatz und Ausbildungs-Bataillon 2 Schlawe)
- Grupa Bojowa Kessler (Kampfgruppe Kessler), wykładowcy i słuchacze szkoły podoficerskiej SS w Lęborku (SS-Waffen-Unterführerschule Lauenburg)[2]

## Dowódca
- pułkownik Peter Sommer (luty 1945 – 12 marca 1945)[3]